# جابر أحمد رزق
جابر أحمد رزق هو شاعر ومنشد يمني، ويعد من أهم شعراء نهاية القرن التاسع عشر وبداية القرن العشرين في اليمن. ولد عام 1842 في قرية القابل، وهناك من يرى أنه من مواليد المحويت. انتقل إلى مدينة صنعاء وتلقى تعليمه هناك، بدأت موهبته في الشعر والغناء مبكراً. بدأ حياته العملية كموظف في الحكومة العثمانية. انتقل إلى الحديدة، وأصبح صاحب وظيفة حكومية لدى الأتراك، إذ كان يجيد اللغة التركية وكتب بعض الأشعار بها. وبعد إقامته في الحديدة تأثر بالأفكار الصوفية، وانتقل من العزف على العود إلى الإنشاد. شعره اليوم يدخل ضمن الشعر التراثي، وتغنى بأشعاره العديد من الفنانين.

## أعماله
- زهرة البستان في مخترع الغريب من الألحان (ديوان شعر).
- مستقطر النبات في الباقيات الصالحات.
- كنز الامخلصين لسعادة الدارين.
- الذخيرة الكبرى في مدح أهل البشرى.
- الفتوحات... في نظم السيرة.
- سجع حمام القصور في المنظوم والمنثور.
- قلائد الأبكار في الحميني.